# Artiom Zub
Artiom Walerjewicz Zub, ros. Артём Валерьевич Зуб (ur. 3 października 1995 w Chabarowsku) – rosyjski hokeista, reprezentant Rosji, olimpijczyk.

## Kariera
- Amurskie Tigry Chabarowsk (2011-2016)
- Amur Chabarowsk (2014-2016)
- SKA Sankt Petersburg (2016-2020)
- Ottawa Senators (2020-)

Wychowanek Amuru Chabarowsk. Przez pięć sezonów grał w rozgrywkach MHL w barwach drużyny Amurskich Tigrów Chabarowsk. Od 2014 był zawodnikiem seniorskiego zespołu Amuru w lidze KHL. W maju 2016 przedłużył kontrakt o dwa lata. Na początku grudnia 2016 został zawodnikiem SKA Sankt Petersburg. Od maja 2020 zawodnik kanadyjskiego klubu Ottawa Senators w NHL.
W barwach juniorskiej kadry Rosji uczestniczył w turnieju mistrzostw świata juniorów do lat 18 edycji 2013. W reprezentacji seniorskiej uczestniczył w turniejach mistrzostw świata edycji 2017, 2019. W ramach ekipy olimpijskich sportowców z Rosji brał udział w turnieju zimowych igrzysk olimpijskich 2018. W składzie reprezentacji Rosyjskiego Komitetu Olimpijskiego (ang. ROC) brał udział w turnieju MŚ edycji 2021.

## Sukcesy
Reprezentacyjne
- Brązowy medal mistrzostw świata: 2017, 2019
- Złoty medal zimowych igrzysk olimpijskich: 2018

Klubowe
- Puchar Gagarina – mistrzostwo KHL: 2017 ze SKA
- Złoty medal mistrzostw Rosji: 2017 ze SKA
- Puchar Kontynentu: 2018 ze SKA
- Brązowy medal mistrzostw Rosji: 2018, 2019 ze SKA

Indywidualne
- MHL (2014/2015): Mecz Gwiazd MHL
- KHL (2015/2016): najlepszy pierwszoroczniak miesiąca – październik 2015[3]
- KHL (2019/2020):
  - Drugie miejsce w klasyfikacji strzelców wśród obrońców w sezonie zasadniczym: 13 goli
  - Pierwsze miejsce w klasyfikacji +/− w sezonie zasadniczym: +35

Wyróżnienie
- Zasłużony Mistrz Sportu Rosji w hokeju na lodzie (2018)[4]

Odznaczenie
- Order Przyjaźni (27 lutego 2018)[5]